# 고리야마성 (나라현)

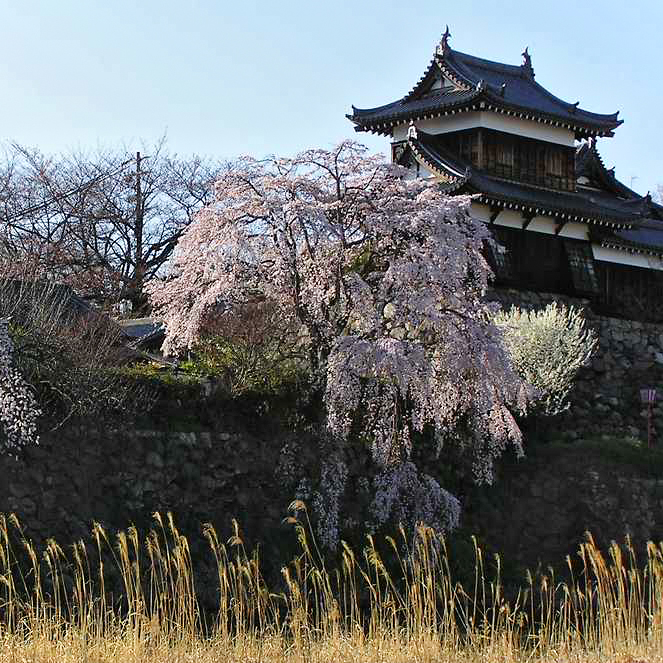
고리야마성과 벚꽃

고리야마성(일본어: 郡山城)은 나라현 야마토코리야마시에 있는 윤곽식 평산성이다. 에도 시대에는 고리야마 번의 번청이 있었다. 도요토미 히데요시의 동생 도요토미 히데나가의 거성으로 알려져 있다. 이누부시 성(犬伏城)이란 이명이 있다.

## 역사
아즈치모모야마 시대
센고쿠 시대 이전부터 소규모의 성이 있었지만, 1580년 야마토 국을 영지로 한 쓰쓰이 준케이가 쓰쓰이 성에서 이 지역으로 옮겨와 새로이 성을 축성했다.《다문원일기》에 따르면, 1583년 음력 4월 천수가 완공되었다고 적고있다. 준케이 사후, 양자 쓰쓰이 사다쓰구가 이가 우에노로 이봉되었고, 1585년 하시바 히데요시의 동생 하시바 히데나가가 야마토, 이즈미, 기이 3개국을 영지로 고리야마 성에 입성했다. 히데나가는 100만석의 다이묘에 걸맞게 성을 대폭확장하였고, 새로이 7층의 천수를 세운다. 성을 개축할때, 주변의 석재가 부족했기 때문에 석불과 묘석이 사용되었다고 한다. 또, 성하 마을도 크게 발전시켰다. 이 때, 도시계획에 있어 마을을 직업별, 신분별로 구분해 조성했기 때문에 현재에도 그들 마을 명이 남아있다.
히데나가와 그의 양자 도요토미 히데야스 사후, 가문이 단절되어 1595년 오봉행 중 한 사람인 마시타 나가모리가 22만 3천 석의 영주로 부임해 입성한다. 이때 마을 및 마을을 감싸는 외성과 해자를 조성해 명실상부한 성곽도시로 건설했다.
1600년 세키가하라 전투에서 마시타 나가모리는 서군에 가담했기 때문에 고야 산으로 추방되었고, 고리야마 성의 건조물은 후시미성으로 이축되었다. 성은 도쿠가와 이에야스의 가신 오쿠보 나가야스가 관리하였다.
에도 시대
1608년 이가 우에노 번을 영지로 한 쓰쓰이 사다쓰구가 악정을 이유로 영지가 몰수되자, 그의 인척인 쓰쓰이 조케이에게 야마토 고리야마 번 1만석을 주어 관리하게 하였다. 1614년 ~ 1615년에 걸쳐 도요토미 가문과 도쿠가와 가문의 오사카 전투가 일어나자, 그 일환으로 도요토미 측 오노 하루후사가 도쿠가와 측 쓰쓰이 조케이의 고리 산성을 공격하였고, 함락했다. 이때 조케이는 성을 버리고 도주했으며, 이를 수치스럽게 여겨 자결했다고 한다.
전후, 공을 세운 미즈노 가쓰나리가 미카와 가리야 번에서 야마토 고리야마 번으로 가증 이봉되어 입성했다. 이로써 고리야마 번은 막부직할령에서 번으로 입번되었다. 1619년 서일본의 여러 다이묘를 견제하기 위해 가쓰나리는 빈고 후쿠야마 번으로 전봉조치 되었고, 대신 셋쓰 오자카 번에서 마쓰다이라 다다아키라가 번주로 부임하였다. 이후, 혼다 헤이하치로 종가(1639년 ~ 1679년), 후지이 마쓰다이라가(1679년 ~ 1685년), 혼다 헤이하치로 분가 다다요시계(1685년 ~ 1723년), 야나기사와씨(1724년 ~ 1871년)이 번주로 부임에 입성한 후다이 다이묘의 거성이었다. 고리야마 번이 입번된 이후 가문은 도합 5가문이며 17명이 성주로 부임하였다.
메이지 시대 이후
1873년(메이지 6년) 폐성령에 따라 성의 건조물 등이 불하되어 파각되었고, 성문은 근처 사찰에 이축되어 현존해 있다.
현재 성터에는 학교시설 및 시민회관 등이 있으며, 그 중 성주였던 야나기사와 가문의 사료를 보관한 야나기사와 문고와 야나기사와 요시야스의 제를 지내는 야나기사와 신사가 있다. 야나기사와 요시야스는 야나기사와 가문 초대 번주 야나기사와 요시사토의 부친이다.
또, 야나기사와 신사 주변 벚꽃은 유명해 일본 벚꽃 명소 100선에 선정되어 매년 4월 1일부터 행해지는〈성 축제(おしろまつり)〉에 많은 관광객으로 붐빈다.